# Yukio Mishima
Kimitake Hiraoka (em japonês: 平岡公威; romaniz.: Hiraoka Kimitake; nascido em Tóquio, 14 de janeiro de 1925 — falecido em Tóquio, 25 de novembro de 1970), mais conhecido como Yukio Mishima (em japonês: 三島由紀夫; romaniz.: Mishima Yukio) foi um novelista, dramaturgo japonês e fundador da Tatenokai. Escreveu mais de 40 novelas, poemas, ensaios e peças modernas de teatro Kabuki e Noh.

## Biografia

### Origens

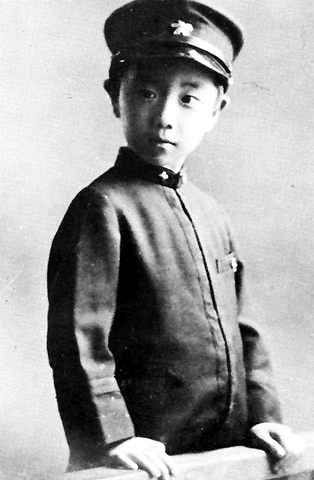
Yukio Mishima aos 6 anos de idade em 1931

Yukio Mishima era o nome artístico utilizado de Kimitake Hiraoka (平岡公威, Hiraoka Kimitake), que nasceu na capital do Japão em 1925, onde teve uma infância problemática marcada por eventos que mais tarde influenciariam fortemente a sua literatura. Foi o primeiro dos três filhos de um funcionário ministerial burocrático e uma mulher vinda de uma família de pedagogos confucianos. Ainda criança foi separado dos seus pais e passou a viver com a avó paterna, uma aristocrata ainda ligada à Era Tokugawa. A avó mal deixava a criança sair de sua vista, de forma que Kimitake teve uma infância isolada. Muitos biógrafos de Mishima acreditam emergir desta época seu interesse pelo Kabuki e sua obsessão pelo tema da morte.
Aos doze anos Kimitake voltou a viver com os pais e começou a escrever suas primeiras histórias. Matriculou-se num colégio de elite em Tóquio. Seis anos depois, publicou numa revista literária um conto que posteriormente foi editado em livro. Seu pai era totalmente contra suas pretensões literárias. Nessa época adoptou o pseudônimo Yukio Mishima, em parte para ocultar seus trabalhos literários do conhecimento paterno. Foi recrutado pelas forças japonesas durante a Segunda Guerra Mundial, porém ficou fora das linhas de frente por motivos físicos e de saúde. Este fato tornou-se depois fator de grande remorso para Mishima que testemunhou a morte de seus compatriotas e perdeu a oportunidade de ter uma morte heróica. Forçado pelo pai, matriculou-se na Universidade de Tóquio onde formou-se em Direito. Após a graduação, conseguiu um emprego promissor no Ministério do Tesouro. No entanto, tornou-se tão desgostoso que, por fim, convenceu o pai a aceitar a sua carreira literária. Seu pai, um sujeito rude e disciplinador, teria dito que, já que era para ser escritor, era melhor ele se tornar o melhor escritor que o Japão já viu.

### Início da carreira literária
Mishima tinha 24 anos quando publicou Confissões de Uma Máscara (em japonês: 仮面の告白; romaniz.: Kamen no Kokuhaku), uma história com notas autobiográficas de um jovem talento homossexual que precisa se esconder atrás de uma máscara para evitar a sociedade. O romance acabou alcançando um tremendo sucesso literário, o que levou Mishima a um status de celebridade e seguiu a outras publicações e traduções, de forma a ficar internacionalmente conhecido. Yukio Mishima concorreu a três Prêmios Nobel de Literatura, sendo o último deles concedido a seu amigo, Yasunari Kawabata, que o introduziu aos círculos literários de Tóquio nos anos 40.
Depois da publicação de Confissões de Uma Máscara, Mishima adquire uma postura mais realista e ativa, tentando deixar para trás o jovem frágil e obsessivo. Começa a praticar artes marciais e se alista no Exército de Autodefesa japonês, onde, um ano depois, forma o Tatenokai (Sociedade da Armadura), uma entidade de extrema-direita composta de jovens estudantes de artes marciais que estudavam o Bushido sob a disciplina e tutela de Mishima, a princípio para a proteção do imperador. Em 1954, lançou O Tumulto das Ondas, que foi recomendado pelo Ministério da Educação como leitura oficial em todas as escolas do Japão. Dois anos depois, lançou O Templo do Pavilhão Dourado, pelo qual recebeu o Prêmio Yomiuri, principal condecoração literária japonesa. Ao todo, escreveu 34 romances, 50 peças de teatro, 25 volumes de contos, 35 volumes de ensaios e tratados de temas variados. Casou-se em 1958 com Yoko Sugiyama, tendo com ela um filho e uma filha, mas não parecia esconder seu relacionamento com o jovem Masakatsu Morita. Nos últimos dez anos de sua vida, atuou como ator em filmes e co-dirigiu uma adaptação de uma de suas histórias.

### Tentativa de golpe de estado eseppuku
Em 25 de novembro de 1970, Yukio Mishima, acompanhado de 4 membros do Tatenokai, renderam o comandante do quartel general das Forças de Autodefesa japonesas em Tóquio. Ele realizou um discurso patriótico na tentativa de persuadir os soldados do quartel a restituírem ao Imperador os seus poderes. Notando a indiferença dos soldados, Yukio Mishima cometeu o ritual suicida seppuku, sendo assistido por Hiroyasu Koga, uma vez que Masakatsu Morita falhou no momento final.
“A vida humana é finita mas eu gostaria de viver para sempre”, escreveu Mishima na manhã antes da sua morte.
Acredita-se que Mishima tenha preparado seu suicídio por um ano. Segundo John Nathan, seu biógrafo, tradutor e amigo, ele teria criado este cenário apenas como pretexto para o suicídio ritual com o qual sempre sonhou.
Mishima reservava para si uma individualíssima marca de nacionalismo ao final de sua vida. Ele foi odiado por nacionalistas tradicionais por causa de sua afirmação, no Bunka Bōeiron (em japonês: 文化防衛論; romaniz.: Bunka Bōeiron; lit. "A Defesa da Cultura") que Hirohito deveria ter abdicado e assumido a responsabilidade pelas vidas perdidas na guerra.

## Morte
Quando morreu, em 25 de novembro de 1970, Mishima tinha acabado de escrever O Mar da Fertilidade (em japonês: 豊穣の海; romaniz.: Hōjō no Umi). Encontra-se sepultado no Cemitério Tama, em Fuchū, Tóquio.

## Obras principais
| Título em japonês                         | Título em português (em inglês)                                   | Ano  |
| 假面の告白 Kamen no Kokuhaku              | Confissões de uma Máscara                                         | 1948 |
| 愛の渇き Ai no Kawaki                     | Sede de Amar                                                      | 1950 |
| 禁色 Kinjiki                              | Cores Proibidas                                                   | 1953 |
| 潮騷 Shiosai                              | O Tumulto das Ondas                                               | 1954 |
| 金閣寺 Kinkaku-ji*                        | Brasil: O Templo do Pavilhão Dourado / Portugal: O Templo Doirado | 1956 |
| 鏡子の家 Kyōko no Ie                      | A Casa de Kyoko                                                   | 1959 |
| 宴のあと Utage no Ato                     | Depois do Banquete                                                | 1960 |
| 午後の曳航 Gogo no Eikō                   | O Marinheiro que Perdeu as Graças do Mar                          | 1963 |
| 絹と明察 Kinu to Meisatsu                 | Seda e Visão                                                      | 1964 |
| 三熊野詣 Mikumano Mōde (conto)            | Atos de Adoração                                                  | 1965 |
| サド侯爵夫人 Sado Kōshaku Fujin (peça)    | Madame de Sade                                                    | 1965 |
| 憂國 Yūkoku (conto)                       | Patriotismo                                                       | 1966 |
| 眞夏の死 Manatsu no Shi                   | Morte no Verão                                                    | 1966 |
| 葉隠入門 Hagakure Nyūmon                  | O Caminho do Samurai                                              | 1967 |
| わが友ヒットラー Waga Tomo Hittorā (peça) | Meu Amigo Hitler e outras peças                                   | 1968 |
| 太陽と鐡 Taiyō to Tetsu                   | Sol e Aço                                                         | 1970 |

### 豐饒の海Hōjō no UmiO Mar da Fertilidadetetralogia: (1969-1970)
| Título em japonês            | Título em português   | Ano  |
| ---------------------------- | --------------------- | ---- |
| I. 春の雪 Haru no Yuki       | 1. Neve de Primavera  | 1969 |
| II. 奔馬 Honba               | 2. Cavalos Selvagem   | 1969 |
| III. 曉の寺 Akatsuki no Tera | 3. O Templo da Aurora | 1970 |
| IV. 天人五衰 Tennin Gosui    | 4. A Queda do Anjo    | 1970 |